# Phegornis mitchellii
A Phegornis mitchellii  a madarak osztályának lilealakúak (Charadriiformes) rendjébe, ezen belül a lilefélék (Charadriidae) családjába tartozó Phegornis nem egyetlen faja.

## Rendszerezése
A fajt Louis Fraser brit zoológus írta le 1845-ben, a Leptopus nembe Leptopus (Leptodactylus) Mitchellii néven.

## Előfordulása
Az Andok hegységben, Argentína, Bolívia, Chile és Peru területén honos. Természetes élőhelyei a  szubtrópusi és trópusi magaslati füves puszták, mocsarak környékén. Magaslati vonuló.

## Megjelenése
Testhossza 19 centiméter, testtömege 28-46 gramm.

## Természetvédelmi helyzete
Az elterjedési területe nagyon nagy, egyedszáma 1500-7000 példány közötti és csökken. A Természetvédelmi Világszövetség Vörös listáján mérsékelten fenyegetett fajként szerepel.